# Ribera Arga-Aragón
Ribera Arga-Aragón ist nach der Zonificación Navarra 2000 eine Verwaltungseinheit in der Autonomen Region Navarra in Spanien, genauer deren Subzona (dt. Unterzone) Nummer 18. Sie liegt im südlicheren, nicht baskischsprachigen Teil Navarras in der so genannten Zone 6 Ribera Alta und grenzt an die Unterzonen Sangüesa, Tudela, Tafalla und Ribera del Alto Ebro sowie im Westen an Aragonien (Cinco Villas) und im Osten an La Rioja. Ihre Funktion entspricht in etwa derjenigen einer Comarca in anderen spanischen Regionen.
Zur Ribera Arga-Aragón gehören die folgenden Gebiete und Gemeinden: Aragón Medio (mit Caparroso, Carcastillo, Mélida, Murillo el Cuende, Murillo el Fruto und Santacara), Aragón-Arga (mit Falces, Funes, Marcilla, Miranda de Arga, Peralta) und Bajo Aragón (mit Cadreita, Milagro, Villafranca).